# Adolph Prahst

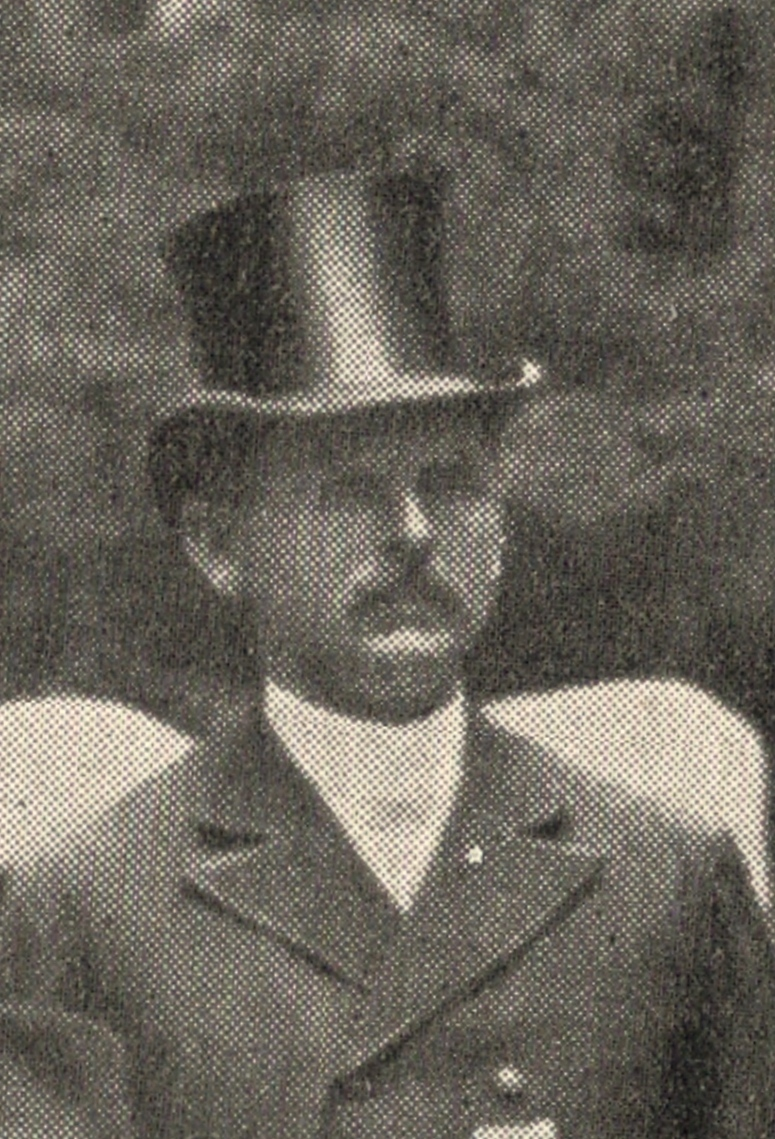
Oberlandbaumeister Adolph Prahst

Adolph Friederich Gustav Albert Prahst, auch Albert Prahst oder Adolf Prahst, (* 27. Januar 1829 in Malchow; † 1. Januar 1919 in Bützow) war ein deutscher Architekt und mecklenburgischer Baubeamter.

## Leben
Adolph Prahst war ein Sohn des Malchower Pastors Christoph Prahst (1798–1871), der später Präpositus und Pastor in Biestow wurde.
Über Zeit und Umstände seines Schulbesuchs ist nichts Genaues bekannt. Wahrscheinlich besuchte Prahst die Stadtschule von Malchow, absolvierte danach eine Handwerkslehre im Baufach und leistete dann seinen Militärdienst als Einjährig-Freiwilliger ab. Sein Studium an der Berliner Bauakademie schloss er mit dem Examen ab. Danach ging er zum Rostocker Architekten und mecklenburgischen Hofbaumeister Hermann Willebrand, bei dem er nach dem Ablegen der Staatsprüfung zum Baukondukteur zu den engsten Mitarbeitern gehörte. Von den Fähigkeiten überzeugt, schlug Willebrand Großherzog Friedrich Franz II. vor, Prahst als Baubeamten einzusetzen.
Sein eigenes Domizil in der Prahst’schen Villa (Bahnhofstraße 34 in Bützow), einem zunächst eingeschossigen Wohnhaus mit Pferdestall, Remise und Scheune, errichtete er bis Juni 1870; hier wohnte er mit seiner Frau Emma und drei Stiefkindern. Später baute er das Haus zu einer repräsentativen Villa aus.
Für das großherzogliche Ministerium der Finanzen, Abteilung Domänen und Forsten, war Prahst in den Funktionen als Baumeister 1871–1875 für die Ämter Bützow-Rühn und Schwaan, Landbaumeister 1876–1895 für die Ämter Bützow und Warin, Oberlandbaumeister 1896–1911 für die Ämter Bützow und Warin zuständig. Nach dem Schlossumbau in Bützow verlieh ihm Großherzog Friedrich Franz IV. 1911 den Titel Geheimer Baurat.
Prahst war Ritter des großherzoglich mecklenburgischen Hausordens der Wendischen Krone und Inhaber der Gedächtnismedaille zum Andenken an Großherzog Friedrich Franz III.
Am 18. Januar 1919 erschien im Zentralblatt der Bauverwaltung in der Rubrik Amtliche Mitteilungen eine Notiz zu seinem Tod.

## Bauten und Entwürfe (Auswahl)

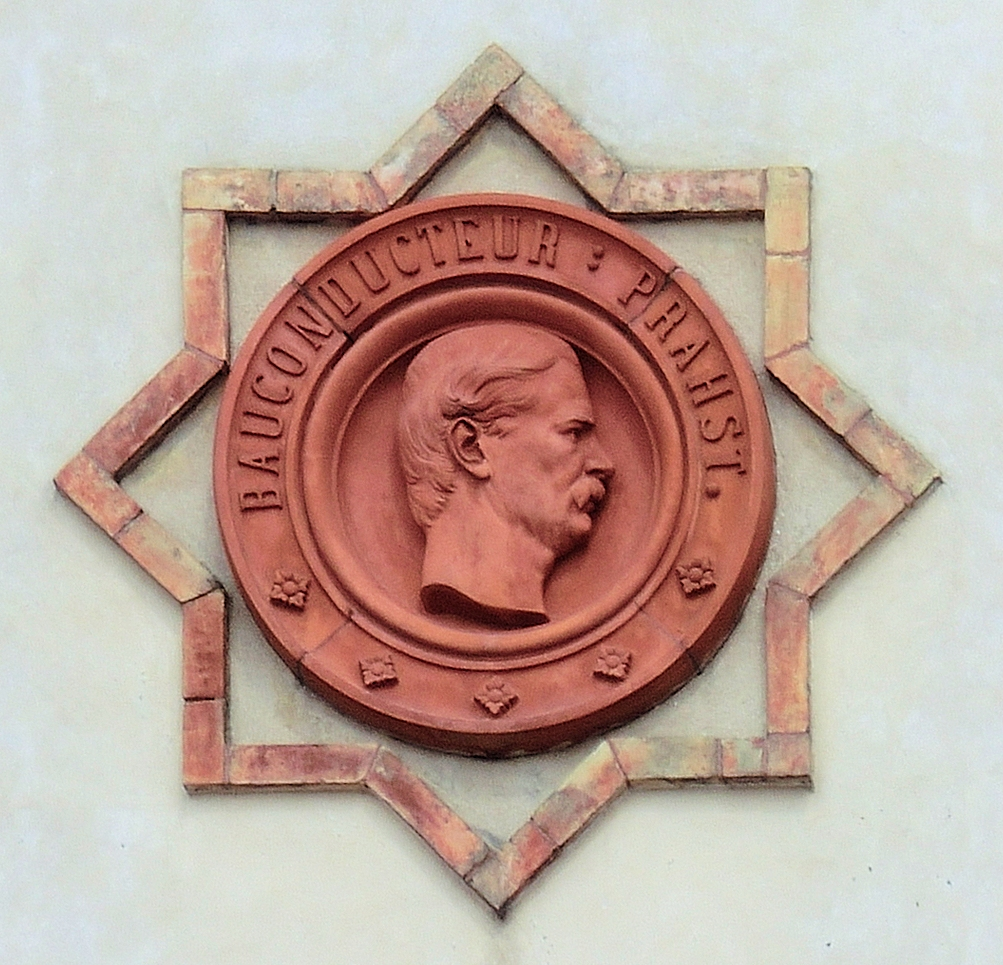
Porträt von Adolph Prahst am Hauptgebäude der Universität Rostock

1867–1870: Noch als Mitarbeiter Willebrands war Prahst beteiligt am Bau des Hauptgebäudes der Universität Rostock. Bei der feierlichen Einweihung am 27. Januar 1870 führten Willebrand und seine Mitarbeiter Prahst und Carl Luckow Großherzog Friedrich Franz II. durch das Gebäude. Als Ehrung wurden an der hofseitigen Fassade Porträts der drei Architekten in Form von Terrakotta-Medaillons angebracht.
Weitere Bauten und Entwürfe in Bützow:
- 1869–1870: Prahst’sche Villa, Bahnhofstraße 34
- 1878–1879: Hospital zum Heiligen Geist, Pferdemarkt 8
- 1893–1894: Ehemalige Großherzogliche Wassermühle zu Bützow, Bahnhofstraße 2
- 1894: zweites Predigerhaus der Evangelischen Kirchengemeinde Bützow, Kirchenstraße 4
- 1895: Propp’sche Villa für den Mühlenpächter C. Propp, Bahnhofstraße 3
- 1902–1904: Weiberhaus, Schlossplatz 3
- 1902–1906: Umbau der Großherzoglich Mecklenburg-Schwerinschen Landesstrafanstalt in Dreibergen bei Bützow
- 1907: Friedhofskapelle, Kühlungsborner Straße 23
- 1909: Entwurf des Zeppelin-Denkmals
- 1910–1911: Umbau des Schlosses, Schloßplatz 5

Galerie
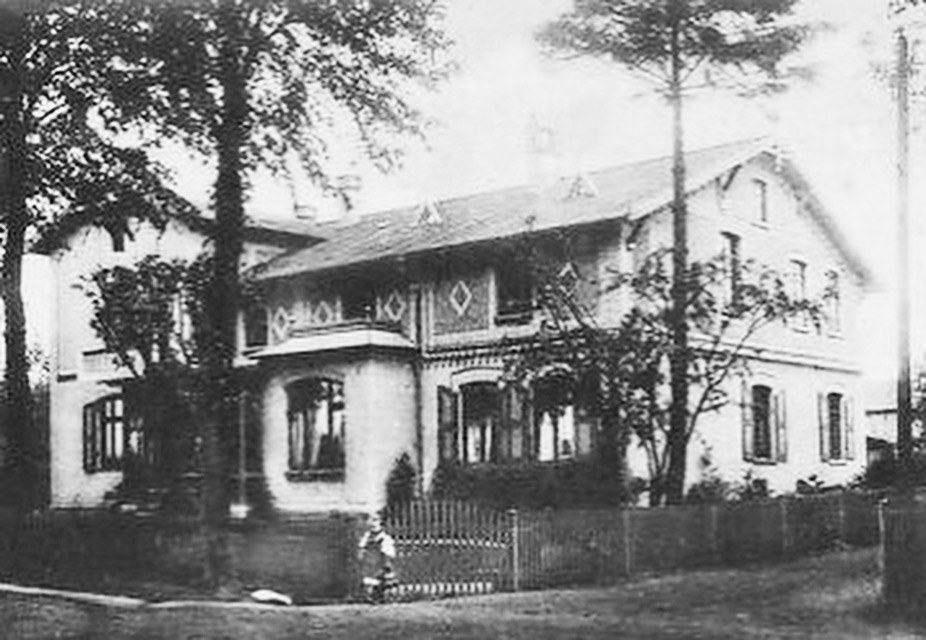
Bahnhofstraße 34
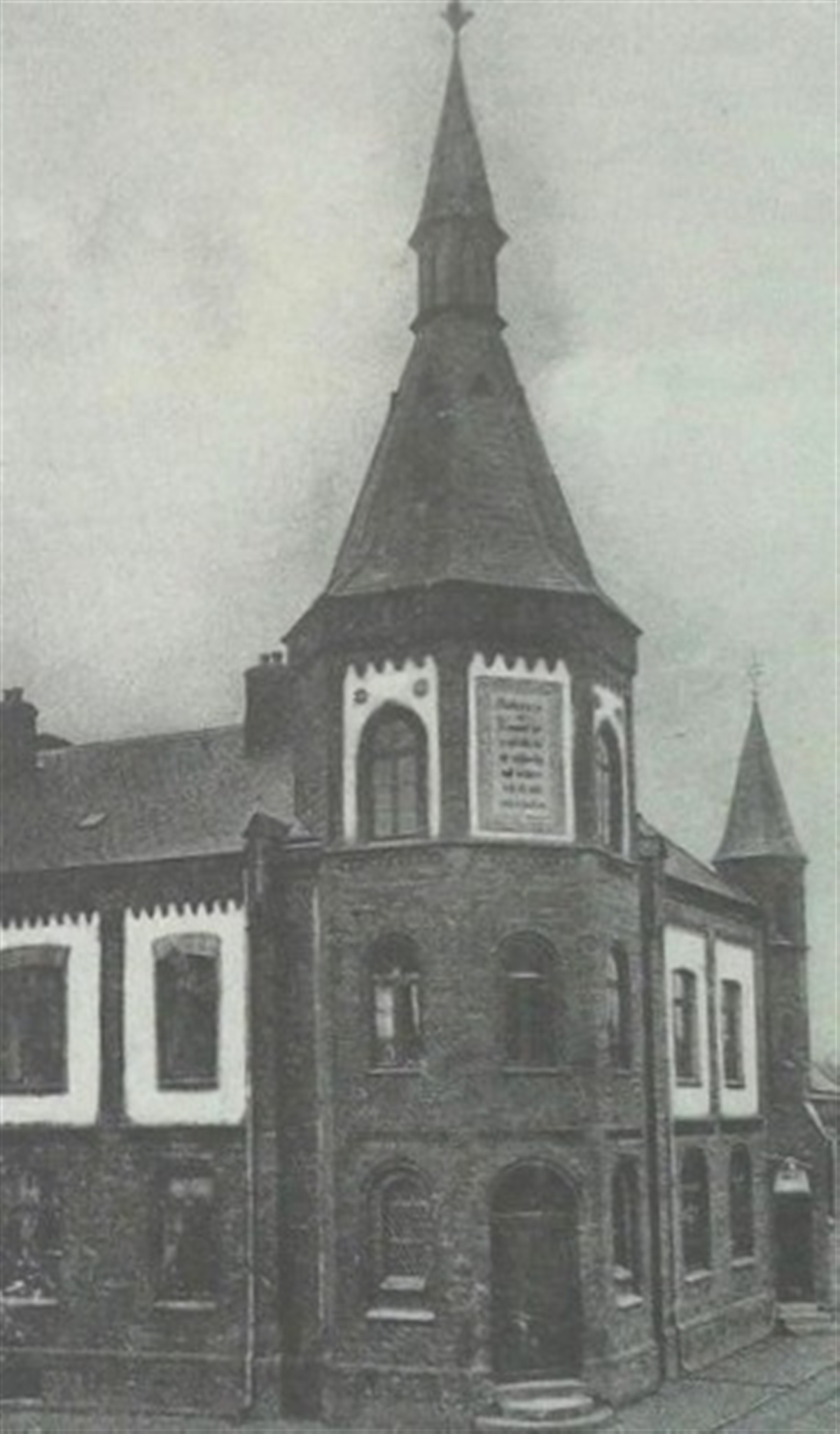
Hospital
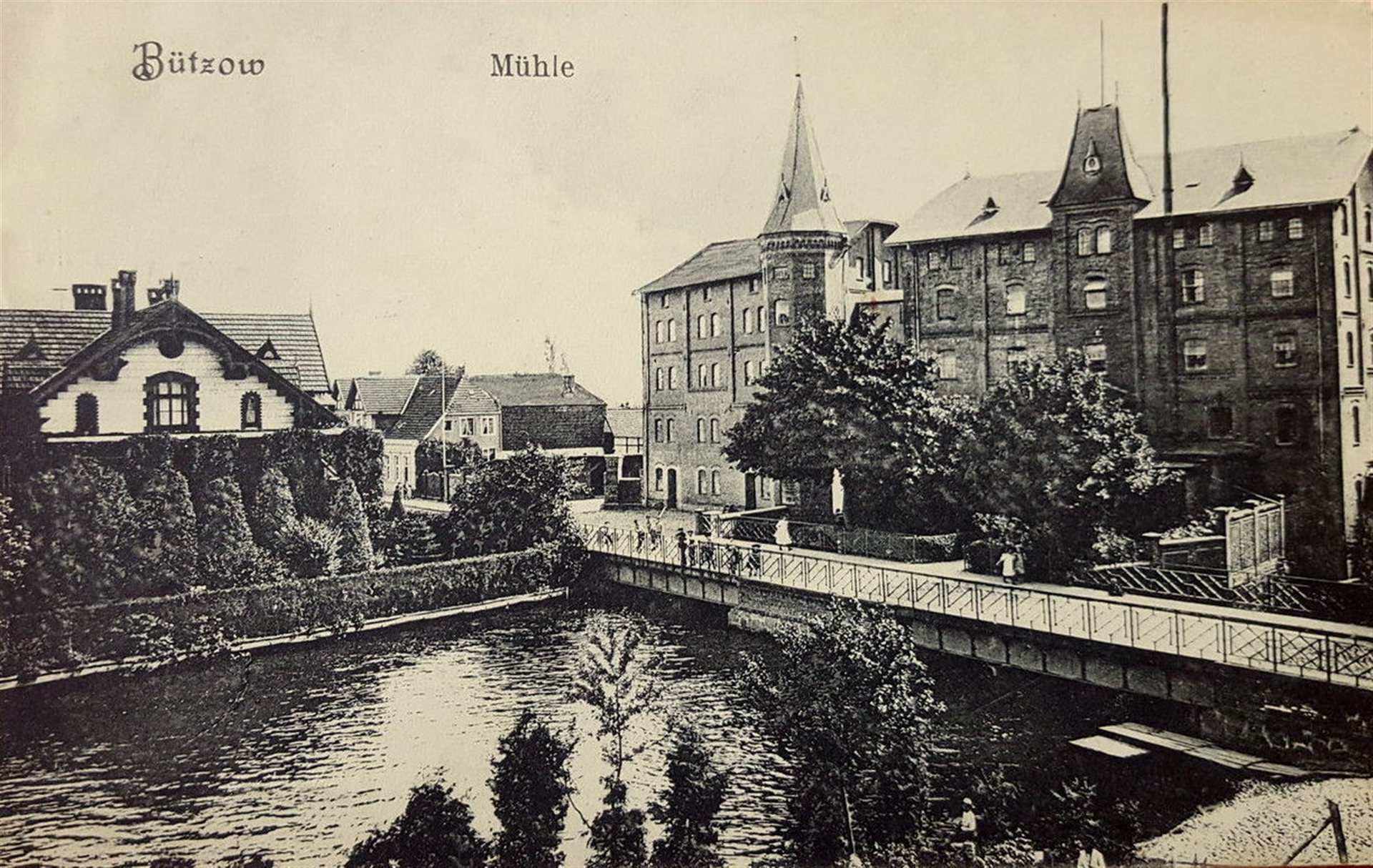
Großherzogliche Wassermühle
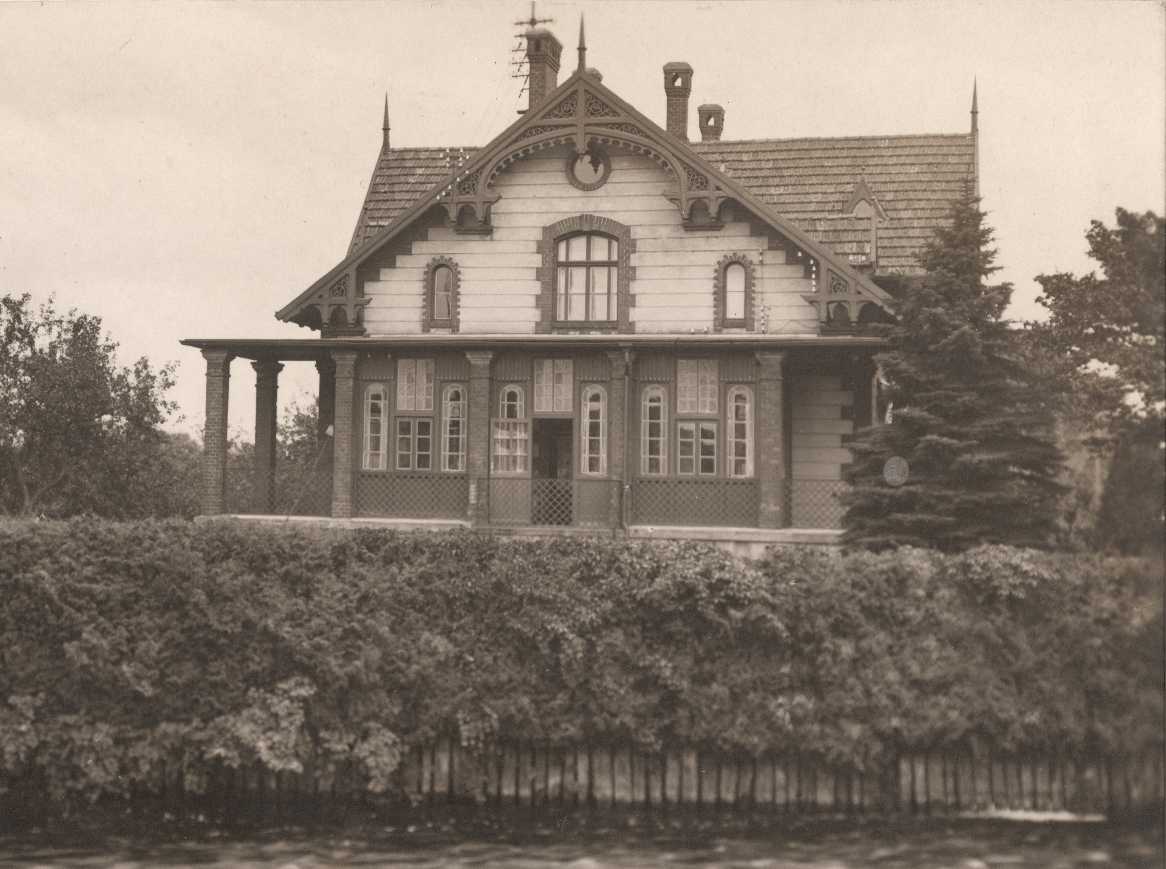
Villa des Mühlenpächters
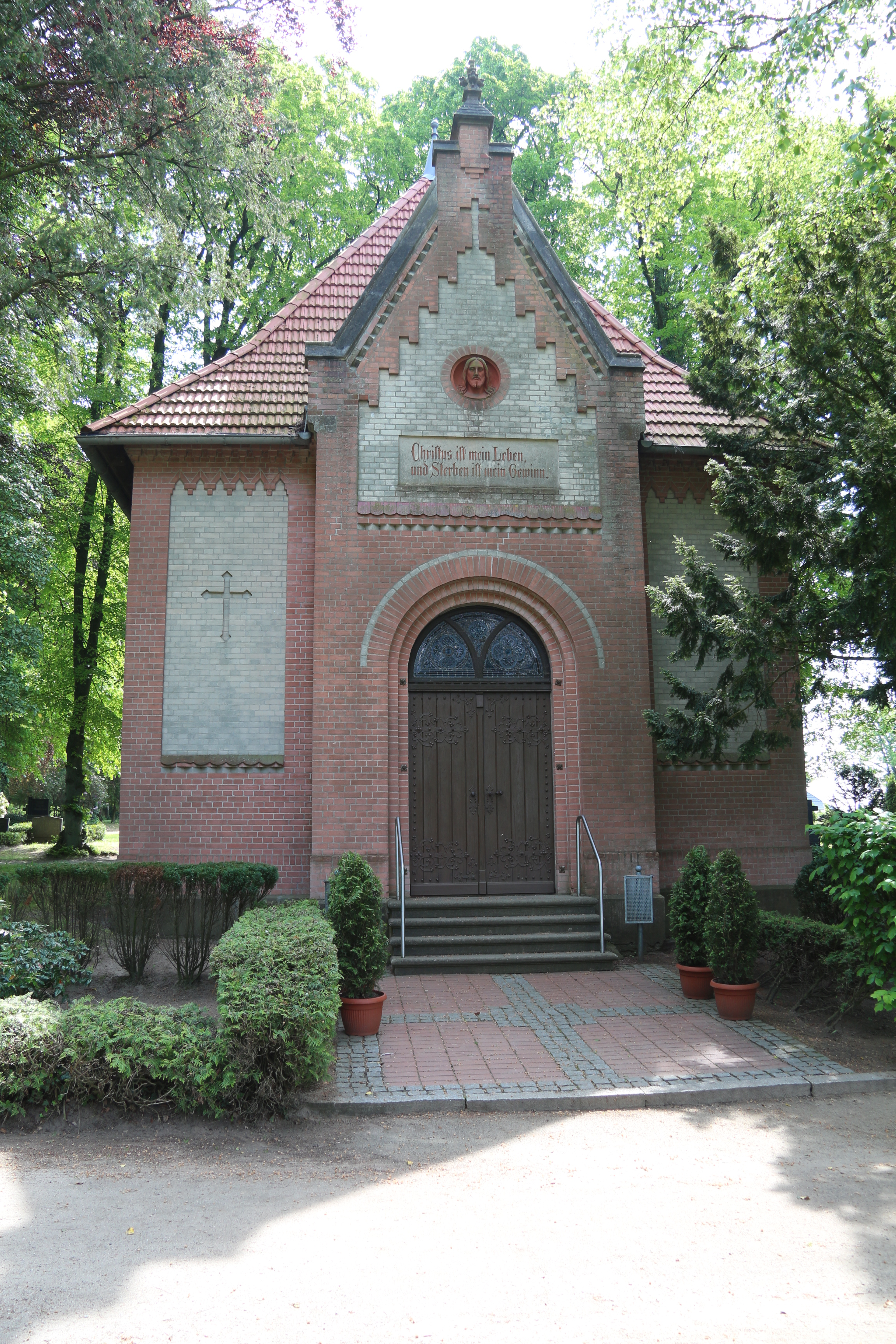
Friedhofskapelle Bützow
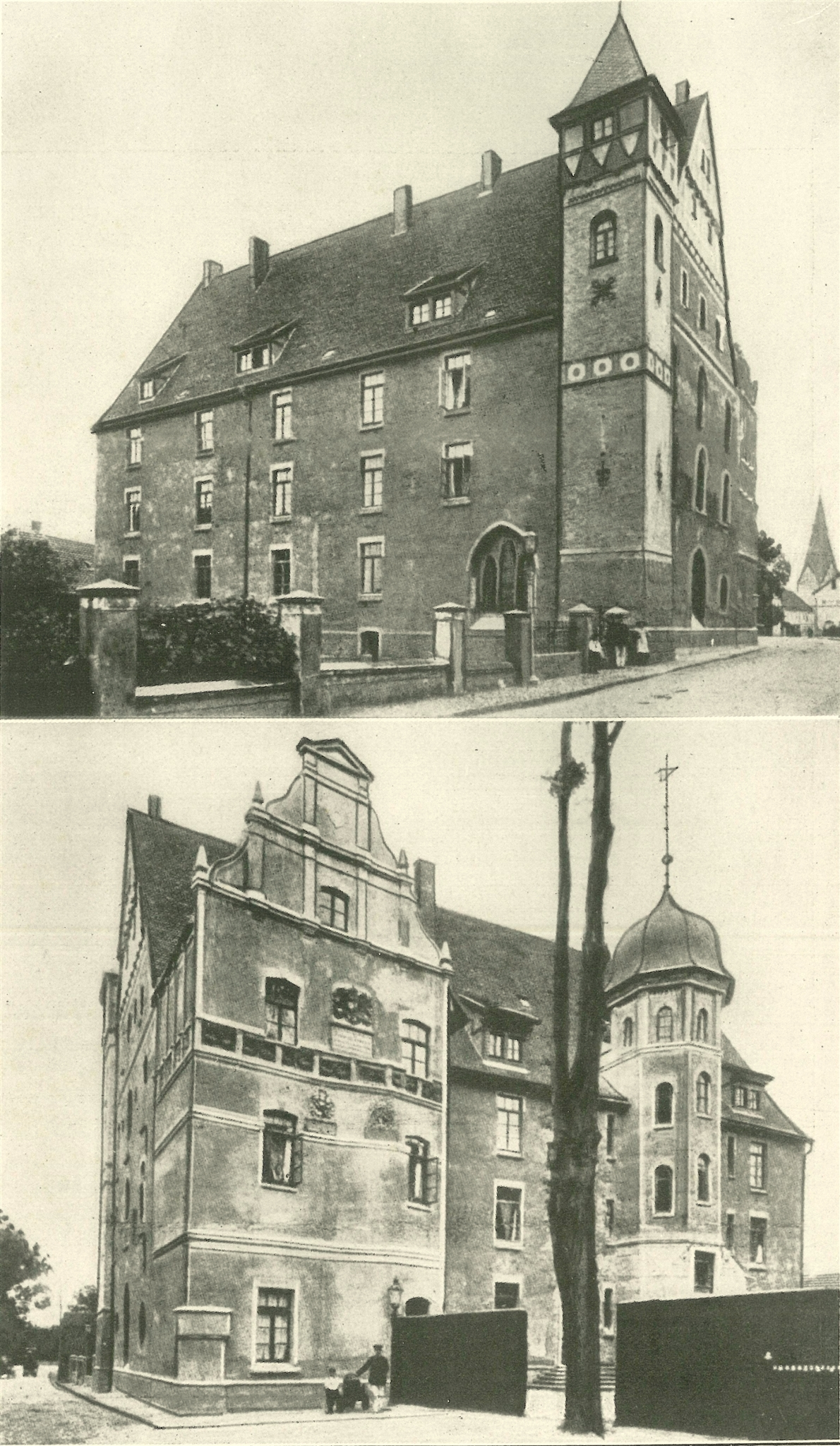
Schloss nach Umbau

Prahsts Bauten waren vom Historismus geprägt, er entwarf im Stil der Neogotik, der Neorenaissance und einer Mischung aus beidem für die Amtsgerichtsbezirke Bützow und Warin.